# La Voix sans maître (album)
La Voix sans maître (ou La Voix sans maître et 5 autres aventures) est un album de bande dessinée, le troisième hors-série des aventures de Spirou et Fantasio.

## La Naissance de Spirou
L'épisode est ici présenté en fac-similé de l'édition originale.

## Personnages
- Spirou
- Fantasio
- Spip
- Le Marsupilami
- Le Comte de Champignac
- Le Maire de Champignac
- Le Biologiste
- Seccotine
- Monsieur Papillon (première apparition)
- "La Puce" (première apparition)